# Hymn Andory
El Gran Carlemany – hymn państwowy Andory. Oficjalnie został zaakceptowany przez książęta-współregentów 8 września 1914, w dniu św. Dziewicy z Meritxell, patronki państwa. Jest to jeden z nielicznych hymnów na świecie, których słowa wykonywane są w pierwszej osobie liczby pojedynczej.

## Słowa
| El Gran Carlemany | Wielki Karloman |
| --- | --- |
| El gran Carlemany, mon Pare dels alarbs em deslliurà, I del cel vida em donà de Meritxell, la gran Mare, Princesa nasquí i Pubilla entre dues nacions neutral Sols resto l'única filla de l’imperi Carlemany. Creient i lliure onze segles, creient i lliure vull ser. Siguin els furs mos tutors i mos Prínceps defensors! I mos Prínceps defensors! | Karol Wielki, mój Ojciec, od Arabów mnie wyzwolił I z nieba zesłał mi pannę z Meritxell, wielką Matkę. Urodziłam się Księżniczką, Dziewicą neutralną między dwoma krajami. Jestem jedyną córką Imperium Karolińskiego. Wierząca i wolna od jedenastu wieków, wierzącą i wolną pozostanę. Odwieczne prawa są mymi nauczycielami, a Książęta są mymi obrońcami! A Książęta – mymi obrońcami |